# Zoopage nematospora
Zoopage nematospora är en svampart som beskrevs av Drechsler 1936. Zoopage nematospora ingår i släktet Zoopage och familjen Zoopagaceae.   Inga underarter finns listade i Catalogue of Life.